# 테오 엡스타인
테오 너새니얼 엡스타인(Theo Nathaniel Epstein, 1973년 12월 29일 ~ )은 미국의 메이저 리그 베이스볼 경영인으로, 2024년부터 보스턴 레드삭스와 잉글리시 프리미어리그의 리버풀 FC 등을 소유한 펜웨이 스포츠 그룹의 선임 고문이자 부분 소유주로 활동하고 있다.
엡스타인은 MLB 역사상 가장 긴 두 번의 월드 시리즈 우승 가뭄을 끝내는 데 기여했다. 2004년에 그는 레드삭스의 부사장 겸 단장으로 팀을 86년 만에 첫 월드 시리즈 우승으로 이끌었다. 다음 직책은 시카고 컵스의 야구 운영 부문 사장이었으며, 2016년에는 팀을 108년 만에 첫 월드 시리즈 우승으로 이끌었다. 시카고에서의 임기가 끝난 후 그는 MLB에 컨설턴트로 합류했다.

## 어린 시절
엡스타인은 뉴욕에서 세속 유대인 가족에게서 태어나 브루클라인, 매사추세츠에서 자랐다. 1991년 브루클라인 고등학교를 졸업하고 브루클라인 고등학교 워리어스 야구팀에서 뛰었지만, 레드삭스에서 일하는 것을 꿈꿨다.
엡스타인은 예일 대학교에 다니며 조너선 에드워즈 칼리지에 거주했다. 그는 예일 데일리 뉴스의 스포츠 편집장으로 활동했다. 1995년 미국학 학위를 받고 졸업했다. 학부생 시절, 그는 여러 팀에 입사 희망을 담은 편지를 보냈다. 볼티모어 오리올스에 보낸 그의 편지는 예일 동문이자 인사 책임자인 팀 경영진 캘빈 힐에게 도달했고, 그는 엡스타인을 면접에 초대했다. 엡스타인은 3년 연속 오리올스에서 인턴으로 일했다. 결국 그는 오리올스의 홍보 보조로 채용되었다.

## 경력

### 샌디에이고 파드리스
이후 엡스타인은 래리 루키노와 함께 샌디에이고 파드리스로 이동하여 선수 개발 이사로 일했다. 파드리스에서 근무하는 동안 그는 샌디에이고 대학교 법학대학원에서도 공부했으며 루키노의 제안으로 법무박사 학위를 취득했다. 엡스타인은 파드리스의 잦은 늦은 근무 시간을 고려하여 출석 정책에 가장 관대한 교수들을 위주로 수업을 선택했다. 법을 공부함으로써 엡스타인은 당시 단장이었던 케빈 타워스의 고위급 협상 및 논의에 참여할 수 있었는데, 이는 파드리스의 소규모 운영 부서에는 계약 용어를 이해할 법적 지식을 가진 사람이 거의 없었기 때문이다. 그는 팀의 야구 운영 이사로 승진했다.

### 보스턴 레드삭스

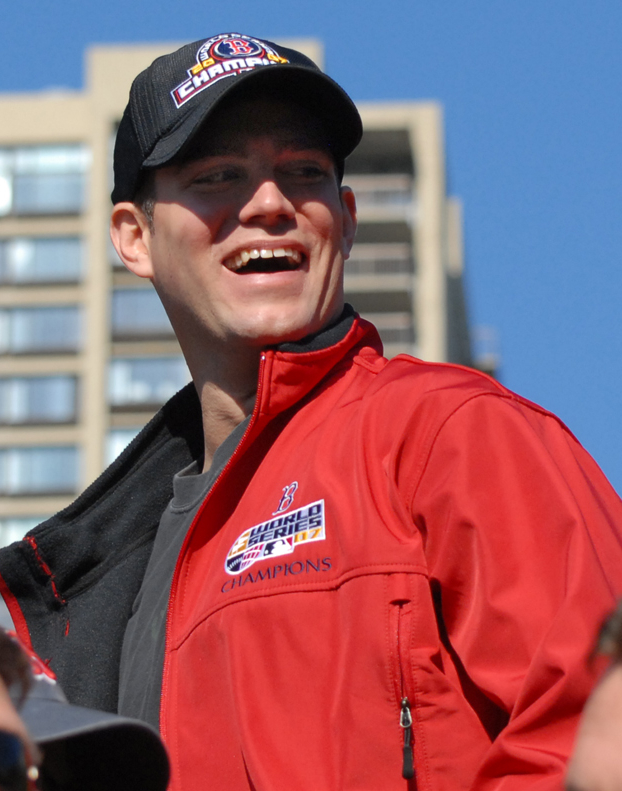
2007년 월드 시리즈 우승 퍼레이드에 참석한 엡스타인

파드리스의 사장직을 떠난 루키노는 2001년 11월 15일 레드삭스의 사장 겸 최고경영자(CEO)가 되었고, 엡스타인을 고용하여 그 밑에서 일하게 했다. 2002 시즌 말, 루키노는 엡스타인을 임시 단장 마이크 포트의 후임으로 임명했다. 엡스타인은 노마 가르시아파라를 트레이드하고 빌 뮐러와 커트 실링을 영입한 공로를 인정받았다. 이러한 움직임은 레드삭스가 세인트루이스 카디널스를 2004년 월드 시리즈에서 꺾고 1918년 이후 첫 우승을 차지하며 "밤비노의 저주"를 깨는 데 기여했다.
2005년 10월 31일, 그는 개인적인 이유로 연봉 150만 달러의 3년 계약을 거부하고 사임했다. 보스턴 글로브에 따르면, 그는 "이 직업은 온 마음과 영혼을 바쳐야 한다"며 "결국, 나 자신과 프로그램에 대해 오랜 기간 성찰한 끝에 더 이상 온 마음과 영혼을 바칠 수 없다고 결정했다"고 말했다. 그가 레드삭스에서 사임한 날이 할로윈 밤이었기 때문에, 그는 기자들을 피하기 위해 고릴라 의상을 입고 펜웨이 파크를 떠났다. 한 목격자는 그날 밤 엡스타인의 볼보와 비슷한 차량을 운전하는 고릴라 의상을 입은 사람을 목격했다고 보고했다. 그 의상은 그에게 빌려준 것이었으며, 나중에 11,000달러에 경매되었다. 모금된 돈은 지미 펀드와 Foundation to be Named Later (FTBNL)에 기부되었다.
엡스타인은 팀 프런트 오피스와 계속 연락을 유지했으며, 2006년 1월 그와 레드삭스 경영진은 그가 복귀하여 단장직을 재개하고 수석 부사장 직함을 추가할 것이라고 발표했다. 레드삭스는 2007년 월드 시리즈에서 우승하여 엡스타인에게 보스턴에서의 두 번째 우승을 안겨주었다. 2007년 11월, 엡스타인은 연례 단장 회의에서 레드삭스와 새로운 계약을 맺었지만 조건은 공개하지 않았다고 발표했다.

### 시카고 컵스

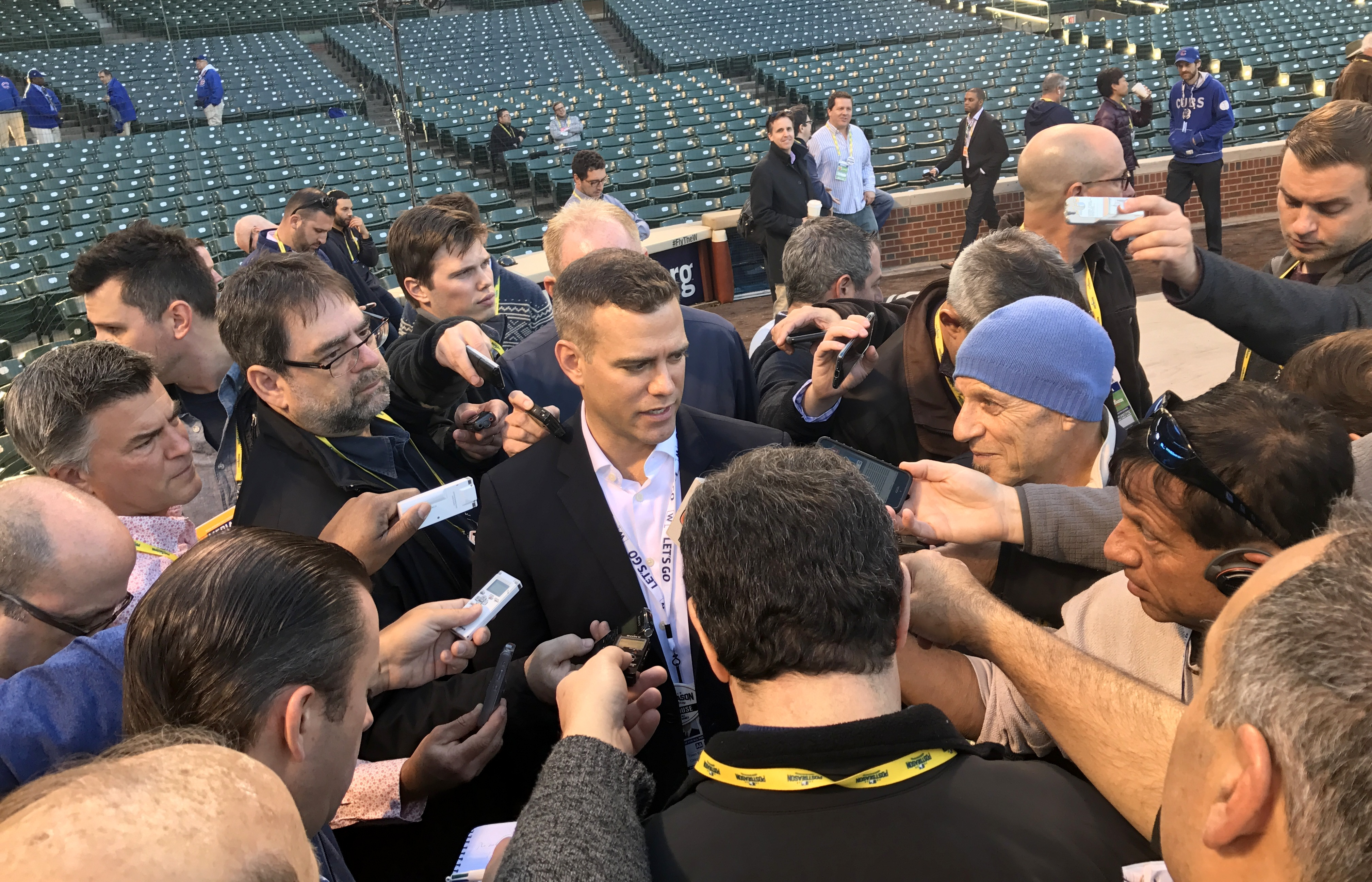
2016년 내셔널 리그 챔피언십 시리즈 6차전 전 기자들에게 이야기하는 엡스타인

2011년 10월 12일, 엡스타인은 시카고 컵스와 5년 1,850만 달러 계약에 합의했다. 2011년 10월 19일, 엡스타인의 컵스 공식 직함은 사장이 될 것이며 샌디에이고 파드리스 단장 제드 호이어가 컵스의 단장직을 맡을 것이라고 보도되었다.
2011년 10월 23일, 그는 보스턴 글로브에 전면 광고를 내고 레드삭스 팬들과 구단주들에게 지지에 감사 인사를 전했다. 이틀 뒤, 컵스는 엡스타인을 야구 운영 부문 사장으로 공식 소개했다. 컵스는 엡스타인 사장 재임 첫 3년 동안 내셔널 리그 중부 지구에서 최하위를 기록했는데, 이는 단기적인 경쟁력보다는 젊은 인재를 확보하는 데 중점을 두었기 때문이다. 3년 간의 리빌딩 끝에 컵스는 2015년에 플레이오프 진출을 확정하고 내셔널 리그 챔피언십 시리즈에 진출했지만, 뉴욕 메츠에게 스윕당했다.
엡스타인은 2016년 9월 28일 구단과 계약 연장을 체결했으며, 계약 규모는 최대 2,500만 달러로 추정되었다. 컵스는 클리블랜드 인디언스를 2016년 월드 시리즈에서 꺾고 1908년 이후 첫 우승을 차지하며 이른바 "염소의 저주"를 깼다.
엡스타인은 2020년 11월 20일 컵스에서의 직책에서 물러났다. 엡스타인의 오랜 부하였던 제드 호이어가 그의 자리를 이어받았다.

### MLB 컨설턴트 및 사모펀드
2021년 1월, MLB는 엡스타인을 "현장 문제"에 대한 컨설턴트로 고용했다. 같은 해 후반에 그는 사모펀드 회사인 Arctos Sports Partners에 합류했다.

### 펜웨이 스포츠 그룹 복귀
2024년 2월 2일, 펜웨이 스포츠 그룹은 엡스타인이 회사의 선임 고문으로 복귀하고 MLB 승인을 기다리는 동안 소유주 그룹에도 합류할 것이라고 발표했다.

## 개인 생활
엡스타인은 쌍둥이 형제 폴이 있는데, 그는 브루클라인, 매사추세츠의 브루클라인 고등학교에서 사회복지사로 일하고 있다. 그와 폴은 2005년에 설립된 "The Foundation to be Named Later"의 공동 설립자이다.
엡스타인의 할아버지 필립 G. 엡스타인과 종조부 줄리어스 J. 엡스타인은 하워드 E. 코흐와 함께 영화 카사블랑카의 각본으로 아카데미상을 수상했으며, 그의 아버지인 소설가 레슬리 엡스타인은 보스턴 대학교의 창작 문학 프로그램을 이끌었다. 그의 어머니 일린(그라드만)은 의류 매장을 열었다. 엡스타인의 여동생 안야는 각본가이자 텔레비전 프로듀서이다(살인: 거리의 삶과 텔 미 유 러브 미).
2007년, 엡스타인은 가톨릭 신자이자 투 페니 블루(Two Penny Blue)의 창립자 겸 크리에이티브 디렉터인 마리 휘트니와 결혼했다. 부부에게는 두 아들이 있다. 보스턴 글로브 스포츠 기자 고든 이데스는 결혼식이 코니아일랜드에 있는 네이선스 페이머스 핫도그 가판대에서 열렸다고 보도했지만, 나중에 테오의 아버지 레슬리의 장난에 속았다고 정정했다. 결혼식 장소와 실제 날짜는 공개되지 않았지만, 보스턴 헤럴드는 나중에 결혼식이 존 헨리 레드삭스 구단주의 세인트토머스, 미국령 버진아일랜드 요트에서 열렸다고 보도했다.

### 자선 활동
엡스타인의 "핫 스토브 쿨 뮤직"은 보스턴과 시카고에서 연 2회 열리는 자선 콘서트로, 각 도시의 "취약 계층 청소년과 가족"을 위해 수백만 달러를 모금했다. 2015년 행사 전에 엡스타인은 "우리는 총 6백만 달러 이상을 모금했으며, 올해 또 다른 훌륭한 음악, 야구, 그리고 환원 활동을 통해 그 총액을 늘릴 수 있기를 기대한다"고 말했다.

## 영예 및 수상
프런트 오피스 경영인으로서 엡스타인은 세 차례 월드 시리즈 챔피언이며, 레드삭스와 두 차례(2004년과 2007년), 컵스와 한 차례(2016년) 우승했다. 2007년, 미국 스포츠 아카데미는 엡스타인을 "칼 매독스 스포츠 경영상" 수상자로 선정했다.
2008년 12월, 베이스볼 아메리카는 엡스타인을 베이스볼 아메리카 메이저 리그 올해의 경영인으로 선정했다.
2009년 3월, 《테오-로지: 어떻게 소년 신동이 레드삭스를 약속의 땅으로 이끌었는가》라는 책이 출판되었다.
2009년 9월, 엡스타인은 스포팅 뉴스 선정 '10년간의 경영인'으로 선정되었다. 동시에 레드삭스는 스포팅 뉴스 선정 '10년간의 팀'으로 선정되었다. 12월, 스포츠 일러스트레이티드는 그를 MLB의 '10년간 최고의 단장'이자 '10년간의 톱 10 단장/경영진' (모든 스포츠) 목록에서 3위에 선정했다.
2016년 11월, 엡스타인은 스포팅 뉴스 올해의 경영인으로 선정되었다. 또한 11월에는 이슈어런스 MLB 어워드 최고 경영인상을 수상했다.
2017년 3월, 엡스타인은 예일의 클래스 데이 연사로 발표되었다. 포춘지는 또한 2017년 "세계에서 가장 위대한 리더" 목록에서 엡스타인을 1위로 선정했다.
2017년 4월, 타임지는 엡스타인을 세계에서 가장 영향력 있는 100인 중 한 명으로 선정했다.

## 더 읽어보기
- Ruttman, Larry (2013). 〈Theo Epstein: The Youngest General Manager in Major League Baseball History〉. 《American Jews and America's Game: Voices of a Growing Legacy in Baseball》. Lincoln, Nebraska and London, England: University of Nebraska Press. 403–409쪽. ISBN 978-0-8032-6475-5.